# Édit de Fontainebleau (1540)
Pour les articles homonymes, voir Édit de Fontainebleau.
L’édit de Fontainebleau est signé par François Ier le 1er juin 1540,, premier édit de proscription  contre les protestants, à la suite de l'affaire des Placards.
Il enjoint expressément à tous baillis, sénéchaux, procureurs du Roi, avocats du Roi, etc., sous peine de suspension et privation de leurs offices, de rechercher et poursuivre les luthériens, et de les livrer au jugement des Cours souveraines.